# 华泾镇
华泾镇是中国上海市徐汇区下辖的一个镇。面积8.04平方公里。户籍人口3.8万人（2021年4月）。
境內有华泾港。镇北一度有宁国寺，它建于南宋隆兴年间，清朝道光年间被毀。镇西有邹容墓，镇东北有黄道婆墓。

## 歷史
明代當地名為华泾铺。嘉庆年间當地被稱為华泾市。後來當地受龍華鄉管轄。1992年7月，龙华乡由上海县划归徐汇区。1998年5月更名為华泾镇。

## 行政区划
华泾镇下辖华建居委会、大桥居委会、华泾四村居委会、华发居委会、华阳居委会、沙家浜居委会、名苑居委会、华泾五村居委会、光华绿苑居委会、华欣家园居委会、明丰居委会、华臻居委会、华泾联合居委会、漓江山水居委会、华泾绿苑居委会、B5744馨宁居委会。